# Acht van Chaam
L'Acht van Chaam (Huit de Chaam en français) est un critérium cycliste d'après Tour, disputé dans le Brabant-Septentrional aux Pays-Bas. La course a lieu près de la ville de Chaam, Alphen-Chaam, Brabant-Septentrional. Depuis 1999, en raison de la longueur de la course, la compétition est classée par l'UCI en critérium et se déroule le mercredi suivant la fin du Tour de France. Les Pays-Bas ont classé la course sur leur liste du patrimoine culturel immatétiel,.
L'épreuve se déroule sur un circuit de rue qui forme une sorte de «8» à répéter plusieurs fois (d'où le nom de la compétition). En plus de l'épreuve ouverte aux professionnels, des compétitions féminines, pour les amateurs et pour les juniors sont au programme.

## Palmarès masculin
| Année   | Vainqueur                | Deuxième                | Troisième                |
| ------- | ------------------------ | ----------------------- | ------------------------ |
| 1933    | Matthijs van Oers        | Armand Haesendonck      | Frans Dictus             |
| 1934    | Frans Dictus             | Edward Vissers          | Camiel Michielsen        |
| 1935    | Karel Kaers              | Cees Pellenaars         | Frans Dictus             |
| 1936    | Karel Kaers              | Alfons Korthout         | Frans Spiessens          |
| 1937    | Gerrit van de Ruit       | Theo Middelkamp         | Frans Slaats             |
| 1938    | Karel Kaers              | Gerrit Schulte          | Theo Middelkamp          |
| 1939    | Gerrit Schulte           | John Braspennincx       | Janus Hellemons          |
| 1940    | Cor de Groot             | Cees Valentijn          | Frans Pauwels            |
| 1941-46 | Non-disputé              |                         |                          |
| 1947    | Cees Joosen              | Piet van As             | Louis Motké              |
| 1948    | André de Korver          | Theo Hopstaken          | Cees Joosen              |
| 1949    | John Braspennincx        | Joep Savelsberg         | Piet van As              |
| 1950    | Wout Wagtmans            | Gérard van Beek         | Gerrit Voorting          |
| 1951    | Karel Leysen             | Henk Faanhof            | René Mertens             |
| 1952    | Wout Wagtmans            | Gerrit Voorting         | Piet van As              |
| 1953    | Wim van Est              | Gerrit Voorting         | Adri Voorting            |
| 1954    | Gerrit Voorting          | Wim van Est             | Marcel Janssens          |
| 1955    | Wim van Est              | Jan Konings             | Gijs Pauw                |
| 1956    | Rik Van Steenbergen      | Gerrit Schulte          | Gerrit Voorting          |
| 1957    | Frans Mahn               | Leo van de Brand        | Bran van Sluijs          |
| 1958    | Rik Van Steenbergen      | Wim van Est             | Leo Proost               |
| 1959    | Joop van der Putten (nl) | Leo van der Pluym       | Bram Kool                |
| 1960    | Rik Van Steenbergen      | Albert van Egmond       | Piet Damen               |
| 1961    | Rik Luyten               | Joseph Groussard        | Piet Damen               |
| 1962    | Willy Vannitsen          | Rik Luyten              | Joop van der Putten (nl) |
| 1963    | Jo de Roo                | Guillaume Van Tongerloo | Wim van Est              |
| 1964    | Jo de Roo                | Jan Boonen              | Jaap Kersten             |
| 1965    | Cees Lute                | Gerben Karstens         | Peter Post               |
| 1966    | Gerben Karstens          | Jozef Verachtert        | Rik Luyten               |
| 1967    | Jo de Roo                | Gerard Vianen           | John Brouwer             |
| 1968    | Marinus Wagtmans         | Jan Janssen             | Cees Zoontjens           |
| 1969    | Jan van Katwijk          | Gerben Karstens         | Jan Harings              |
| 1970    | Jan Krekels              | Harry Steevens          | Leen Poortvliet          |
| 1971    | Marinus Wagtmans         | Gustaaf Van Roosbroeck  | Gerard Harings           |
| 1972    | Tino Tabak               | Marian Polansky         | Jos van der Vleuten      |
| 1973    | Joop Zoetemelk           | Gerben Karstens         | Henk Benjamins           |
| 1974    | Piet van Katwijk         | Albert Hulzebosch       | Jos Schipper             |
| 1975    | Tino Tabak               | Joop Zoetemelk          | Patrick Sercu            |
| 1976    | Aad van den Hoek         | Ronald De Witte         | Hennie Kuiper            |
| 1977    | Dietrich Thurau          | Rik Van Linden          | Wilfried Wesemael        |
| 1978    | Gerrie Knetemann         | Jan Raas                | Theo Smit                |
| 1979    | Gerrie Knetemann         | Jan Raas                | Hennie Kuiper            |
| 1980    | Jan Raas                 | Leo van Vliet           | Piet van Katwijk         |
| 1981    | Roy Schuiten             | Johan van der Velde     | Adri van Houwelingen     |
| 1982    | Johan van der Velde      | Peter Winnen            | Jan Raas                 |
| 1983    | Henk Lubberding          | Frits Pirard            | Jan Raas                 |
| 1984    | Jacques Hanegraaf        | Gerard Veldscholten     | Leo van Vliet            |
| 1985    | Eddy Planckaert          | Adrie van der Poel      | Jan van Houwelingen      |
| 1986    | Adrie van der Poel       | Johan van der Velde     | Steven Rooks             |
| 1987    | Erik Breukink            | Stephen Roche           | Pedro Delgado            |
| 1988    | Steven Rooks             | Pedro Delgado           | Gerrit Solleveld         |
| 1989    | Jelle Nijdam             | Jean-Paul van Poppel    | Sean Kelly               |
| 1990    | Gerrit Solleveld         | Olaf Ludwig             | Erik Breukink            |
| 1991    | Gert-Jan Theunisse       | Jean-Paul van Poppel    | Jelle Nijdam             |
| 1992    | Jean-Paul van Poppel     | Jelle Nijdam            | Jan Siemons              |
| 1993    | Eddy Bouwmans            | Zenon Jaskuła           | Gert Jakobs              |
| 1994    | Sergueï Outschakov       | Hendrik Redant          | Maarten den Bakker       |
| 1995    | George Hincapie          | Thomas Fleischer        | Servais Knaven           |
| 1996    | Mike Weissmann           | Johan Capiot            | Jeroen Blijlevens        |
| 1997    | Adrie van der Poel       | Servais Knaven          | Erik Dekker              |
| 1998    | Jeroen Blijlevens        | Robbie McEwen           | Léon van Bon             |
| 1999    | Michael Boogerd          | George Hincapie         | Servais Knaven           |
| 2000    | Marco Pantani            | Léon van Bon            | Jans Koerts              |
| 2001    | Servais Knaven           | Jans Koerts             | Jan Ullrich              |
| 2002    | Erik Dekker              | Servais Knaven          | Rudi Kemna               |
| 2003    | Servais Knaven           | Alexandre Vinokourov    | Alessandro Petacchi      |
| 2004    | Ivan Basso               | Max van Heeswijk        | Thor Hushovd             |
| 2005    | Tom Boonen               | Léon van Bon            | Servais Knaven           |
| 2006    | Michael Boogerd          | Stef Clement            | Steven de Jongh          |
| 2007    | Koos Moerenhout          | Mauricio Soler          | Bram Tankink             |
| 2008    | Óscar Freire             | Robbie McEwen           | Lars Boom                |
| 2009    | Laurens ten Dam          | Andy Schleck            | Steven de Jongh          |
| 2010    | Niki Terpstra            | Robert Gesink           | Servais Knaven           |
| 2011    | Johnny Hoogerland        | Fränk Schleck           | Niki Terpstra            |
| 2012    | Bauke Mollema            | Tom Veelers             | Haimar Zubeldia          |
| 2013    | Marcel Kittel            | Danny van Poppel        | Boy van Poppel           |
| 2014    | Niki Terpstra            | Lars Boom               | Tom Veelers              |
| 2015    | Robert Gesink            | Daniel Teklehaimanot    | Stef Clement             |
| 2016    | Stef Clement             | Bauke Mollema           | Danny van Poppel         |
| 2017    | Chris Froome             | Bauke Mollema           | Dylan Groenewegen        |
| 2018    | Jaap Kooijman            | Jordi van Loon          | Nick van der Meer        |
| 2019    | Egan Bernal              | Steven Kruijswijk       | Dylan Groenewegen        |
| 2020-21 | Non-disputé              | Non-disputé             | Non-disputé              |
| 2022    | Fabio Jakobsen           | Mathieu van der Poel    | Dylan van Baarle         |
| 2023    | Mathieu van der Poel     | Wout Poels              | Jasper Philipsen         |

## Palmarès féminin
| Année   | Vainqueur                     | Deuxième             | Troisième             |
| ------- | ----------------------------- | -------------------- | --------------------- |
| 1992    | Monique Knol                  | Margaretha Groen     | Anette Artmann        |
| 1993-00 | No disputat                   |                      |                       |
| 2001    | Leontien Zijlaard-van Moorsel | Andrea Bosman        | Sandra Rombouts       |
| 2002    | Leontien Zijlaard-van Moorsel | Madeleine Lindberg   | Sandra Rombouts       |
| 2003    | Vera Koedooder                | Ghita Beltman        | Elsbeth van Rooy-Vink |
| 2004    | Leontien Zijlaard-van Moorsel | Arenda Grimberg      | Daphny van den Brand  |
| 2005    | Non-disputé                   |                      |                       |
| 2006    | Suzanne de Goede              | Sandra Rombouts      | Marianne Vos          |
| 2007    | Marianne Vos                  | Ellen van Dijk       | Regina Bruins         |
| 2008    | Vera Koedooder                | Jaccolien Wallaard   | Lizzie Armitstead     |
| 2009    | Marianne Vos                  | Nikki Harris         | Arenda Grimberg       |
| 2010    | Chantal Blaak                 | Hanka Kupfernagel    | Loes Gunnewijk        |
| 2011    | Marianne Vos                  | Vera Koedooder       | Sarah Düster          |
| 2012    | Nina Kessler                  | Esra Tromp           | Rebecca Talen         |
| 2013    | Thalita de Jong               | Amy Pieters          | Loes Gunnewijk        |
| 2014    | Marianne Vos                  | Vera Koedooder       | Thalita de Jong       |
| 2015    | Thalita de Jong               | Hanka Kupfernagel    | Vera Koedooder        |
| 2016    | Marianne Vos                  | Anna van der Breggen | Thalita de Jong       |
| 2017    | Marianne Vos                  | Anna van der Breggen | Nina Kessler          |
| 2018    | Marianne Vos                  | Lauretta Hanson      | Natalie van Gogh      |
| 2019    | Marianne Vos                  | Annemiek van Vleuten | Floortje Mackaij      |
| 2020-21 | Non-disputé                   | Non-disputé          | Non-disputé           |
| 2022    | Nina Kessler                  | Anneke Dijkstra      | Susanne Meistrok      |
| 2023    | Femke Beuling                 | Femke de Vries       | Eva Buurman           |